# ميشيل بلاوينستيينير
ميشيل بلاوينستيينير (بالألمانية: Michael Blauensteiner)‏ (11 فبراير 1995 بالنمسا - ) هو لاعب كرة قدم نمساوي في مركز الوسط.

## روابط خارجية
- ميشيل بلاوينستيينير على موقع الاتحاد الأوربي (الإنجليزية)
- ميشيل بلاوينستيينير على موقع قاعدة بيانات كرة القدم.إي يو (الإنجليزية)
- ميشيل بلاوينستيينير على موقع Soccerway.com (الإنجليزية)
- ميشيل بلاوينستيينير على موقع عالم كرة القدم.نت (الإنجليزية)
- ميشيل بلاوينستيينير على موقع AS.com (الإسبانية)